# 제임스 마이클 타일러
제임스 마이클 타일러(James Michael Tyler, 1962년 5월 28일 ~ 2021년 10월 24일)는 미국의 배우이다. 2021년 10월 24일 전립선암으로 투병 중 사망했다.

## 출연 작품
- 프렌즈 - 카페 매니저 건서 역